# GOLDEN☆BEST deluxe 内山田洋とクール・ファイブ A面ヒット全曲集
『GOLDEN☆BEST deluxe 内山田洋とクール・ファイブ A面ヒット全曲集』（ゴールデン☆ベスト デラックス うちやまだひろしとクール・ファイブ えーめんヒットぜんきょくしゅう）は、内山田洋とクール・ファイブのベスト・アルバムである。2010年4月28日発売。発売元はソニー・ミュージックダイレクト。規格品番はMHCL-1730/2。

## 解説
各レコード会社から発売されている“ゴールデン☆ベスト”シリーズの中の1作。3枚組のため、タイトルに「デラックス」が付加された。
収録内容は、1969年に「長崎は今日も雨だった」でレコード・デビューをした内山田洋とクール・ファイブのシングル・コレクションである。1980年代までのシングルレコードA面曲をほぼ網羅している（完全収録ではない）。尚、内山田洋の逝去（2006年11月3日）後に「前川清&クール・ファイブ」として発売された楽曲は収録対象外。
歌詞ブックレットはディスク1と2、ディスク3と分かれた2冊が用意され、ディスク3の巻末には作曲家彩木雅夫の寄稿文によるライナーノーツ、音楽プロデューサー岡村晃の解説文、本アルバム発売時までのシングル、アルバム含めた簡略なディスコグラフィを掲載。歌詞とともにモノクロームのシングルディスクジャケットが、CDトレイ下にはカラー版のディスクジャケット写真付。
ディスク3の最後6曲には、ボーナス・トラックとしてカラオケ音源が収録された。「長崎は今日も雨だった」については歌詞ブックレットに但し書があるとおり、デビュー曲のオリジナル・バージョンとは異なる1980年録音の編曲である。
本作品以前に、“ゴールデン☆ベスト”シリーズからCD1枚の『GOLDEN☆BEST 内山田洋とクール・ファイブ』（BVCK-38109）が発売されていた。そちらはBMG JAPANからの発売であったが、同レコード会社が2009年10月にソニー・ミュージックエンタテインメントと合併したことにより、本アルバムは系列会社のソニー・ミュージックダイレクトから発売されている。

## 収録曲

### Disc 1
1. 長崎は今日も雨だった（4:02）
  - 作詞: 永田貴子、作曲: 彩木雅夫、編曲: 森岡賢一郎
2. わかれ雨（3:56）
  - 作詞: 鳥井実、作曲: 彩木雅夫、編曲: 森岡賢一郎
3. 逢わずに愛して（3:43）
  - 作詞: 川内康範、作曲: 彩木雅夫、編曲: 森岡賢一郎
4. 愛の旅路を（4:12）
  - 作詞: 山口あかり、作曲: 藤本卓也、編曲: 森岡賢一郎
5. 噂の女（3:50）
  - 作詞: 山口洋子、作曲・編曲: 猪俣公章
6. 愛のいたずら（3:33）
  - 作詞: 安井かずみ、作曲: 彩木雅夫、編曲: 森岡賢一郎
7. すべてを愛して（4:08）
  - 作詞: 川内康範、作曲: 鈴木淳、編曲: 森岡賢一郎
8. 女の意地（3:44）
  - 作詞・作曲: 鈴木道明、編曲: 森岡賢一郎
9. 女のくやしさ（3:50）
  - 作詞: 鳥井実、作曲: 猪俣公章、編曲: 森岡賢一郎
10. 港の別れ唄（2:36）
  - 作詞: 有馬三恵子、作曲: 内山田洋、編曲: 馬飼野俊一
11. 悲恋（3:36）
  - 作詞: 川内康範、作曲: 中村泰士、編曲: 森岡賢一郎
12. この愛に生きて（3:47）
  - 作詞: 阿久悠、作曲: 彩木雅夫、編曲: 馬飼野俊一
13. 恋唄（3:45）
  - 作詞: 阿久悠、作曲・編曲: 鈴木邦彦
14. そして、神戸（2:54）
  - 作詞: 千家和也、作曲: 浜圭介、編曲: 森岡賢一郎
15. 男泣き（3:43）
  - 作詞: 千家和也、作曲: 猪俣公章、編曲: 森岡賢一郎
16. 出船（3:27）
  - 作詞: 千家和也、作曲: 浜圭介、編曲: 森岡賢一郎
17. 海鳥の鳴く日に（3:09）
  - 作詞: 有馬三恵子、作曲: 森田公一、編曲: 馬飼野俊一
18. イエスタデイ・ワンス・モア（3:37）
  - 作詞・作曲: John Bettis・Richard Carpenter、訳詞: 山上路夫、編曲: 横内章次

### Disc 2
1. 心がわり（3:15）
  - 作詞: 神坂薫、作曲: 猪俣公章、編曲: 池多孝春
2. 雨のしのび逢い（3:37）
  - 作詞: 石坂まさを、作曲: 鈴木邦彦、編曲: 森岡賢一郎
3. 晩夏（3:35）
  - 作詞: 山口洋子、作曲: 野々卓也、編曲: 小杉仁三
4. 海鳴り（4:35）
  - 作詞: 千家和也、作曲: 劉家昌、編曲: あかのたちお
5. うわさ（3:28）
  - 作詞: 阿久悠、作曲: 浜圭介、編曲: 森岡賢一郎
6. 北ホテル（3:10）
  - 作詞: 夢野めぐる、作曲: 猪俣公章、編曲: 小杉仁三
7. 中の島ブルース（3:11）
  - 作詞: 斉藤保、作曲: 吉田佐、編曲: 森岡賢一郎
8. 二人の御堂筋（2:50）
  - 作詞: 石原信一、作曲: 中村泰士、編曲: あかのたちお
9. 気まぐれ雨（3:40）
  - 作詞: 斉藤保、作曲: 吉田佐、編曲: 森岡賢一郎
10. 東京砂漠（3:57）
  - 作詞: 吉田旺、作曲: 内山田洋、編曲: 森岡賢一郎
11. 女の河（3:15）
  - 作詞: 川内康範、作曲: 曽根幸明、編曲: あかのたちお
12. 西海ブルース（3:56）
  - 作詞: 永田貴子、作曲: 尾形よしやす、編曲: 森岡賢一郎
13. 二人の海峡（4:00）
  - 作詞: 五木寛之、作曲: 内山田洋、編曲: 横内章次
14. 思い切り橋（3:19）
  - 作詞: 山田孝雄、作曲: 浜圭介、編曲: 竜崎孝路
15. 港の忘れ草（4:10）
  - 作詞: 山田孝雄、作曲: 浜圭介、編曲: 若草恵
16. 愛の扉（3:28）
  - 作詞・作曲: 猪俣公章、編曲: 馬飼野俊一
17. さようならの彼方へ（4:30）
  - 作詞: 千家和也、作曲: 筒美京平、編曲: 高田弘
18. 昔があるから（3:59）
  - 作詞: 杉紀彦、作曲: 曽根幸明、編曲: 森岡賢一郎

### Disc 3
1. あきらめワルツ（3:30）
  - 作詞: ゆいまさお、補作詞: 千家和也、作曲: 内山田洋、編曲: 宮本悦朗
2. ひとりしずか（3:22）
  - 作詞: 藤田まさと、作曲: 浜圭介、編曲: 若草恵
3. Last Song（ラスト・ソング）（4:42）
  - 作詞: 伊達歩、作曲・編曲: 都倉俊一
4. 魅惑・シェイプアップ（3:32）
  - 作詞: 伊藤アキラ・奈良橋陽子、作曲: タケカワユキヒデ、編曲: 梅垣達志
5. 恋は終ったの（4:01）
  - 作詞・作曲: チャーリー石黒、編曲: 羽田健太郎
6. 女・こぬか雨（3:26）
  - 作詞・作曲: たきのえいじ、編曲: 若草恵
7. 夢酒場（3:21）
  - 作詞: 荒木とよひさ 、作曲: 鈴木邦彦、編曲: 森岡賢一郎
8. おんなの愛はブルース（4:08）
  - 作詞: 杉紀彦、作曲: 彩木雅夫、編曲: 森岡賢一郎
9. 新潟の女（3:43）
  - 作詞: たきのえいじ、作曲: 内山田洋、編曲: 萩原秀樹
10. 夏の花よ（4:18）
  - 作詞: 阿久悠、作曲: 三木たかし、編曲: 竜崎孝路
11. 酒場の花（3:43）
  - 作詞: 山上路夫、作曲: 森田公一、編曲: 竜崎孝路
12. 追憶（3:17）
  - 日本語詞: 原真弓、作曲: A.Manzanero、編曲: 横内章次
13. 恋さぐり夢さぐり（3:22）
  - 訳詞: 嶺岸未来、作曲: ニール・セダカ. ハワード・グリーンフィールド、編曲: 森岡賢一郎
14. 夢待ち人（3:35）
  - 作詞: 嶺岸未来、作曲: M.Mysels・I.Kosloff、編曲: 森岡賢一郎
15. 長崎は今日も雨だった（カラオケ）（3:58）
16. 噂の女（カラオケ）（3:51）
17. 恋唄（カラオケ）（3:46）
18. そして、神戸（カラオケ）（2:54）
19. 中の島ブルース（カラオケ）（3:11）
20. 東京砂漠（カラオケ）（4:02）

## 関連人物
- 西田佐知子 - 「女の意地」の原曲歌唱歌手。西田は「長崎は今日も雨だった」をカバーしている（『西田佐知子歌謡大全集』参照）。
- カーペンターズ - 「イエスタデイ・ワンス・モア」の原曲歌唱歌手。
- 秋庭豊とアローナイツ - 「中の島ブルース」の原型曲歌唱歌手。